# Мгер Аванесян (паралімпієць)
Мгер Аванесян — вірменський спортсмен-паралімпієць. Гірськолижник та вітрильник з Нагірного Карабаху. Учасних літніх та зимових Паралімпійських ігор.
Йому ампутували обидві руки у віці семи років після дотику до високовольтного проводу на електростанції. Почав кататися на лижах у 12 років у Цаххадзорі, Вірменія.
Дебютував на зимових Паралімпійських іграх 1998 року в Наґано. Він також представляв Вірменію у вітрильному спорті. На Паралімпійських іграх 2000 року в Сіднеї він фінішував 10-м у змішаному класі «Сонар» для трьох осіб. Як єдиний вірменський спортсмен, він був обраний прапороносцем на церемонії відкриття Зимових Паралімпійських ігор 2014 року в Сочі.